# Дёбриц
Дёбриц (нем. Döbritz) — община в Германии, в земле Тюрингия.
Входит в состав района Заале-Орла. Подчиняется управлению Оппург. Население составляет 201 человек (на 31 декабря 2010 года). Занимает площадь 3,11 км².
Первое упоминание о коммуне датируется 1072. Первоначальное название населённого пункта — Добравич (Dobrawicz).